# Kärröksvamp
Kärröksvamp (Lycoperdon caudatum) är en art av  svamp som beskrevs 1889 av Joseph Schröter. Enligt Catalogue of Life ingår kärröksvamp i släktet Lycoperdon,  och familjen Agaricaceae, men enligt Dyntaxa från Artdatabanken är tillhörigheten istället släktet Lycoperdon, och familjen röksvampar. Arten är reproducerande i Sverige. Inga underarter finns listade i Catalogue of Life.